# Siemens C25
Das Siemens C25 ist ein GSM-Mobiltelefon, welches vom Unternehmen Siemens im Jahre 1999 auf den Markt gebracht wurde. Damals erregte es ein gewisses Aufsehen, weil es als ein für das Dualband geeignetes Gerät außergewöhnlich preisgünstig war, während seine handliche Größe und sein Gewicht das Niveau der Oberklasse erreichten.

## Funktionen
Das monochrome LC-Display kann 3 × 12 Zeichen darstellen. Es sind 20 monophone Klingeltöne gespeichert; ein weiterer Klingelton kann individuell durch Tastendruck komponiert werden. Der damaligen Zeit entsprechend sind keine Multimediaanwendungen wie Datenschnittstelle oder MMS-Möglichkeiten vorhanden.
Die Bedienungsanleitung gibt für den ursprünglich mitgelieferten NiMH-Akku mit 650 mAh eine Standby-Zeit von maximal 100 Stunden oder eine Sprechzeit von maximal fünf Stunden an. Der SAR-Wert ist je nach benutztem Netz unterschiedlich und liegt bei 0,72 W/kg bei GSM 1800 (E-Netz) und 1,33 W/kg bei GSM 900 (D-Netz).
Beim Verschicken von SMS war zu beachten, dass das Mobiltelefon nicht über einen Buchstabenzähler verfügt, wie es schon damals bei verschiedenen Geräten üblich war. Wurde die maximale Anzahl von 160 Zeichen erreicht, wurden keine weiteren Zeichen angenommen. Ferner konnte das Gerät vom Händler mit einem SIM-Lock ausgestattet werden. Wurde versucht, das Gerät durch Eingabe des Entsperrcodes freizuschalten, sperrt sich das Gerät im Gegensatz zu heutigen Mobiltelefonen auch bei Überschreitung der maximal zulässigen Fehlversuche nicht völlig. Die Benutzung mit der ursprünglich vorgesehenen SIM-Karte ist weiterhin möglich, eine Freischaltung für andere Karten ist dagegen nie mehr möglich.